# Mallare
Mallare (ligur nyelven Màllae vagy Màlre) település Olaszországban, Liguria régióban, Savona megyében. Lakosainak száma 1069 fő (2023. január 1.). Mallare Bormida, Carcare, Orco Feglino, Pallare, Altare, Calice Ligure és Quiliano községekkel határos.

## Népesség
A település lakossága az elmúlt években az alábbi módon változott:
| Lakosok száma | 1127 | 1111 | 1069 |
|               | 2017 | 2018 | 2023 |